# NSB seria 64
NSB seria 64 – seria trzech elektrycznych zespołów trakcyjnych zbudowanych przez Strømmens Værksted dla Norweskich Kolei Państwowych. Dostarczone zostały w 1935 roku i zbudowano je na otwarcie linii Hardanger. Służyły tam do 1985 roku, kiedy to linia została zamknięta, a pociągi wycofano. Okresowo pociągi służyły również na linii Flåm. Dostawa składała się z trzech wagonów sterowniczych (i jednocześnie napędowy) i czterech wagonów, a każdy zestaw składał się z maksymalnie trzech jednostek. Wagony sterownicze miały 16,3 m (53,48 ft) długości, moc wyjściowa wynosiła 464 kW (631 KM) i były zdolne do poruszania się z prędkością 50 km/h (31,07 mi/h). Jednostki sterownicze otrzymały numery od 505 do 507. Dwie jednostki zostały zachowane przez Norweski Klub Kolejowy i znajdują się na stacji Garnes.

## Historia
Linia Hardanger została otwarta w 1935 roku jako stroma i kręta odnoga linii Bergen, łącząca miasto Bergen z fiordem Hardangerfjord. Linia miała 27,45 km (17,06 mi) długości, miała maksymalne nachylenie wynoszące 4,5 procent, a minimalny promień łuku wynosił 180 m (590,55 ft), maksymalna prędkość szlakowa to 40 km/h (24,85 mi/h), maksymalny dozwolony nacisk na oś na szlaku wynosił 12 ton. Szlak posiadał standardowy rozstaw szyn i zasilany był poprzez sieć trakcyjną o parametrach 15 kV, 16,7Hz AC W 1931 roku firma NSB odebrała swój pierwszy elektryczny zespół trakcyjny serii 62, do użytku na pociągach podmiejskiej linii Drammen. Na potrzeby linii Hardanger, NSB zamówiła podobne jednostki, lecz zostały one zmodyfikowane by osiągały wyższą moc wyjściową. W 1934 roku dostarczono trzy wagony sterownicze i cztery wagony. Elementy mechaniczne i montaż pociągu wykonała firma Strømmens Værksted, natomiast osprzęt elektryczny wykonała firma Norsk Elektrisk & Brown Boveri (NEBB). Seria 64 była podobna do przyszłej serii 65 i była uważana jej za prototyp. Jednostki serii 64 były najkrótszymi zespołami trakcyjnymi jakie kiedykolwiek były używane przez NSB.
Od 21 listopada 1944 r., gdy linia Flåm przeszła elektryfikację, kursowały tam również pociągi serii 64. Linia Flåm była jeszcze bardziej stroma i bardziej zakrzywiona niż linia Hardanger, więc pociągi otrzymały hamulce torowe. W 1947 roku dostarczono lokomotywy El 9 dla linii Flåm. Pociągi serii 64 były nadal używane okresowo na linii Flåm, gdy dostępność pociągów El 9 była niewystarczająca, a także w okresach bardzo małego lub bardzo dużego ruchu.
Jednostka o numerze 64,07 została wycofana ze służby 20 grudnia 1982 r. po znalezieniu na niej śladów rdzy. Do 1984 roku wagony były w tak złym stanie, że wymagały wymiany. Oddano do użytku wagony z jednostek serii 65 i 67 oraz przez krótki czas wagony z serii 91. W dniu 28 sierpnia 1985 roku ruch pasażerski na linii został zakończony, a dwa pozostałe pociągi zostały wycofane ze służby. Przyczyną zakończenia kursowania ruchu pasażerskiego na linii był brak wystarczającego poparcia politycznego dla finansowania nowych pociągów, a także fakt, że seria 64 nie nadawała się już do użytku. Ostatnie dwa pociągi zostały zachowane przez Norweski Klub Kolejowy i są przechowywane na stacji Garnes będącej częścią starej linii Voss.

## Specyfikacja
Każda z jednostek sterujących miała cztery silniki NEBB EDTM384, co dawało łączną moc wyjściową 464 kW (631 KM). Miała długość 16,3 m (53,48 ft), ważyła 35,5 tony i miała układ kół Bo-Bo. Wagon sterowniczy mieścił 38 pasażerów i mogły kursować z maksymalną prędkością 50 km/h (31,07 mi/h). Ze względu na strome wzniesienia jednostki miały niewielką masę w połączeniu z dużą mocą wyjściową. Jednostki miały zarówno hamulce gąsienicowe jak i hamulce dynamiczne. Początkowo jednostkom nadano numery 18505, 18506 i 18507, jednakże później przemianowano je na numery od 64,05 do 64,07.